# 30 Anos (álbum de Leonardo)
Leonardo - 30 Anos é um álbum ao vivo do cantor Leonardo, lançado em 2013 pela Sony Music de comemoração de 30 anos de carreira. A gravação ocorreu no Atlanta Music Hall em Goiânia, na primeira noite de gravação contou com as participações das duplas Jorge & Mateus, Zé Ricardo & Thiago e o cantor Gusttavo Lima e do filho Zé Felipe, na segunda subiu ao palco Bruno & Marrone, Cristiano Araújo e Eduardo Costa.

## Faixas

### CD
| N.º            | Título | Duração |  |
| 1.             | "Talismã / Temporal de Amor / Solidão" (Part. Gusttavo Lima)                                                     | 5:22    |  |
| 2.             | "O Cheiro da Maçã"                                                                                               | 3:48    |  |
| 3.             | "Pense em Mim / Entre Tapas e Beijos / Cadê Você"                                                                | 5:02    |  |
| 4.             | "Mentira Que Virou Paixão / Eu Juro / Horizonte Azul"                                                            | 4:55    |  |
| 5.             | "Coração Bandido / Alucinação / Esse Alguém Sou Eu"                                                              | 5:03    |  |
| 6.             | "Pega Eu e Leva Pra Você"                                                                                        | 2:30    |  |
| 7.             | "Cumade e Cumpade / Por Favor Reza Pra Nois / Zuar e Beber" (Part. Zé Ricardo & Thiago)                          | 4:36    |  |
| 8.             | "Sonho por Sonho / Desculpe, Mas Eu Vou Chorar / Paz na Cama" (Part. Eduardo Costa)                              | 5:12    |  |
| 9.             | "Pra Nunca Dizer Adeus"                                                                                          | 3:18    |  |
| 10.            | "Gostoso Sentimento" (Part. Cristiano Araújo)                                                                    | 3:17    |  |
| 11.            | "Parece Que Tá Tudo Bem"                                                                                         | 3:23    |  |
| 12.            | "Deixaria Tudo/ Te Amo Demais / Coração Espinhado" (Part. Zé Felipe)                                             | 5:20    |  |
| 13.            | "Liga Lá em Casa"                                                                                                | 3:50    |  |
| 14.            | "Esta Noite Foi Maravilhosa (Wonderful Night) / Não Olhe Assim / Mais uma Noite Sem Você" (Part. Jorge & Mateus) | 4:59    |  |
| 15.            | "A Rotina" (Part. Bruno & Marrone)                                                                               | 4:06    |  |
| 16.            | "Cerveja / Beber Beber / Festa de Rodeio"                                                                        | 6:24    |  |
| Duração total: | Duração total:                                                                                                   | 1:11:00 |  |

### DVD
| N.º | Título | Duração |  |
| 1.  | "Abertura" |         |  |
| 2.  | "Pense em Mim / Entre Tapas e Beijos / Cadê Você"                                                                |         |  |
| 3.  | "Mentira Que Virou Paixão / Eu Juro / Horizonte Azul"                                                            |         |  |
| 4.  | "O Cheiro da Maça"                                                                                               |         |  |
| 5.  | "Talismã / Temporal de Amor / Solidão" (Part. Gusttavo Lima)                                                     |         |  |
| 6.  | "Coração Bandido/ Alucinação/ Esse Alguém Sou Eu"                                                                |         |  |
| 7.  | "Pega Eu e Leva Pra Você"                                                                                        |         |  |
| 8.  | "Cumade e Cumpade / Por Favor Reza Pra Nois / Zuar e Beber" (Part. Zé Ricardo & Thiago)                          |         |  |
| 9.  | "A Desconhecida / Fantasias / Meu mel"                                                                           |         |  |
| 10. | "Sonho por Sonho / Desculpe, Mas Eu Vou Chorar / Paz na Cama" (Part. Eduardo Costa)                              |         |  |
| 11. | "Pra Nunca Dizer Adeus"                                                                                          |         |  |
| 12. | "Gostoso Sentimento" (Part. Cristiano Araújo)                                                                    |         |  |
| 13. | "Parece Que Tá Tudo Bem"                                                                                         |         |  |
| 14. | "Um Sonhador / Não Aprendi Dizer Adeus / Rumo a Goiânia"                                                         |         |  |
| 15. | "Mano / Catedral"                                                                                                |         |  |
| 16. | "É Por Você Que Canto"                                                                                           |         |  |
| 17. | "Deixaria Tudo/ Te Amo Demais / Coração Espinhado" (Part. Zé Felipe)                                             |         |  |
| 18. | "Liga Lá em Casa"                                                                                                |         |  |
| 19. | "Esta Noite Foi Maravilhosa (Wonderful Night) / Não Olhe Assim / Mais uma Noite Sem Você" (Part. Jorge & Mateus) |         |  |
| 20. | "Sublime Renúncia"                                                                                               |         |  |
| 21. | "A Rotina" (Part. Bruno & Marrone)                                                                               |         |  |
| 22. | "Cerveja / Beber Beber / Festa de Rodeio"                                                                        |         |  |